# Guerre des Aymorés
La guerre des Aymorés est un conflit entre les colonisateurs portugais et les amérindiens qui a eu lieu entre les années 1555 et 1673 dans les territoires de l'actuelle Bahia et de l'Espírito Santo. C'est l'aboutissement de conflits liés à la tentative d'esclavage des populations autochtones et des expéditions pour l'extraction de ressources et de l'occupation du territoire (bandeira). 
Fernão de Sá, commandant la bandeira sur le territoire de l'état d'Espírito Santo, lutte alors contre les Aymorés, dont les habitudes nomades les faisaient occuper les territoires des bassins des rivières Jaguaripe et Paraguaçu jusqu'aux municipalités actuelles de Ilhéus et Porto Seguro,. 
Les Aymorés sont vainqueurs de ces conflits et les postes de traite des colonisateurs sont détruits vers 1558.